# Baukostenzuschuss (Versorgung)
Ein Baukostenzuschuss ist ein finanzieller Zuschuss bei der Errichtung von neuen Anlagen, welcher von staatlichen Stellen an den Anlageneigentümer gezahlt wird oder von Versorgungsbetrieben für die Erschließung von Grundstücken verlangt wird.

## Erschließung von Grundstücken mit elektrischen Anlagen
Einen Baukostenzuschuss können Verteilungsnetzbetreiber in Deutschland unter bestimmten Voraussetzungen von Anschlussnehmern für das Erstellen oder Verstärken ihrer örtlichen Verteileranlagen einschließlich der Transformatorenstationen verlangen.
Die rechtlichen Grundlage dafür ist die Niederspannungsanschlussverordnung, die die Verordnung über Allgemeine Bedingungen für die Elektrizitätsversorgung von Tarifkunden (AVBEltV) ablöste. Nach deren § 11 ist der Verteilungsnetzbetreiber berechtigt, vom Anschlussnehmer einen angemessenen Zuschuss zur teilweisen Abdeckung der entstandenen Kosten zu verlangen. Der Zuschuss darf maximal 50 % der tatsächlich entstandenen Kosten decken, im Verhältnis der vom Anschlussnehmer angeforderten Leistung zur Gesamtleistung der Anlagen stehen und nur auf den Teil einer Leistungsanforderung erhoben werden, der 30 kW übersteigt.
Die Anlagen bleiben in jedem Fall weiterhin alleiniges Eigentum des Versorgungsunternehmens und werden auch von diesem unterhalten.

## Trinkwasserversorgung
Gemäß § 9 der AVBWasserV (Allgemeine Bedingungen für die Versorgung mit Wasser), einer gültigen Rechtsverordnung von 1980, ist das Wasserversorgungsunternehmen berechtigt, von den Anschlussnehmern zur teilweisen Abdeckung der Kosten für die Erstellung der Örtlichen Verteilungsanlage (z. B. neue Hauptleitungen im Baugebiet) zu verlangen. Baukostenzuschüsse dürfen höchstens 70 % dieser Kosten abdecken. Es können sowohl Sollkosten als auch Istkosten angesetzt werden. Als Verteilungsmaßstab sind kostenorientierte Bemessungseinheiten wie u. a. Grundstücksgröße, Straßenfrontlänge oder Zahl der Wohnungseinheiten möglich. Der Baukostenzuschuss und die Hausanschlusskosten gemäß § 10 Abs. 5 der AVBWasserV sind getrennt zu errechnen.